# 何塞法爾孔 (巴拉圭)
何塞法爾孔（西班牙語：José Falcón），是巴拉圭的城鎮，位於該國中西部，与阿根廷交界。由阿耶斯總統省負責管轄，距離亞松森48公里，始建於1997年，面積1,919平方公里，海拔高度54米，人口3,808，人口密度每平方公里2人。